# Atholus vacillans
Atholus vacillans är en skalbaggsart som först beskrevs av Lewis 1900.  Atholus vacillans ingår i släktet Atholus och familjen stumpbaggar. Inga underarter finns listade i Catalogue of Life.